# Consell General del Losera

Logo del Consell General

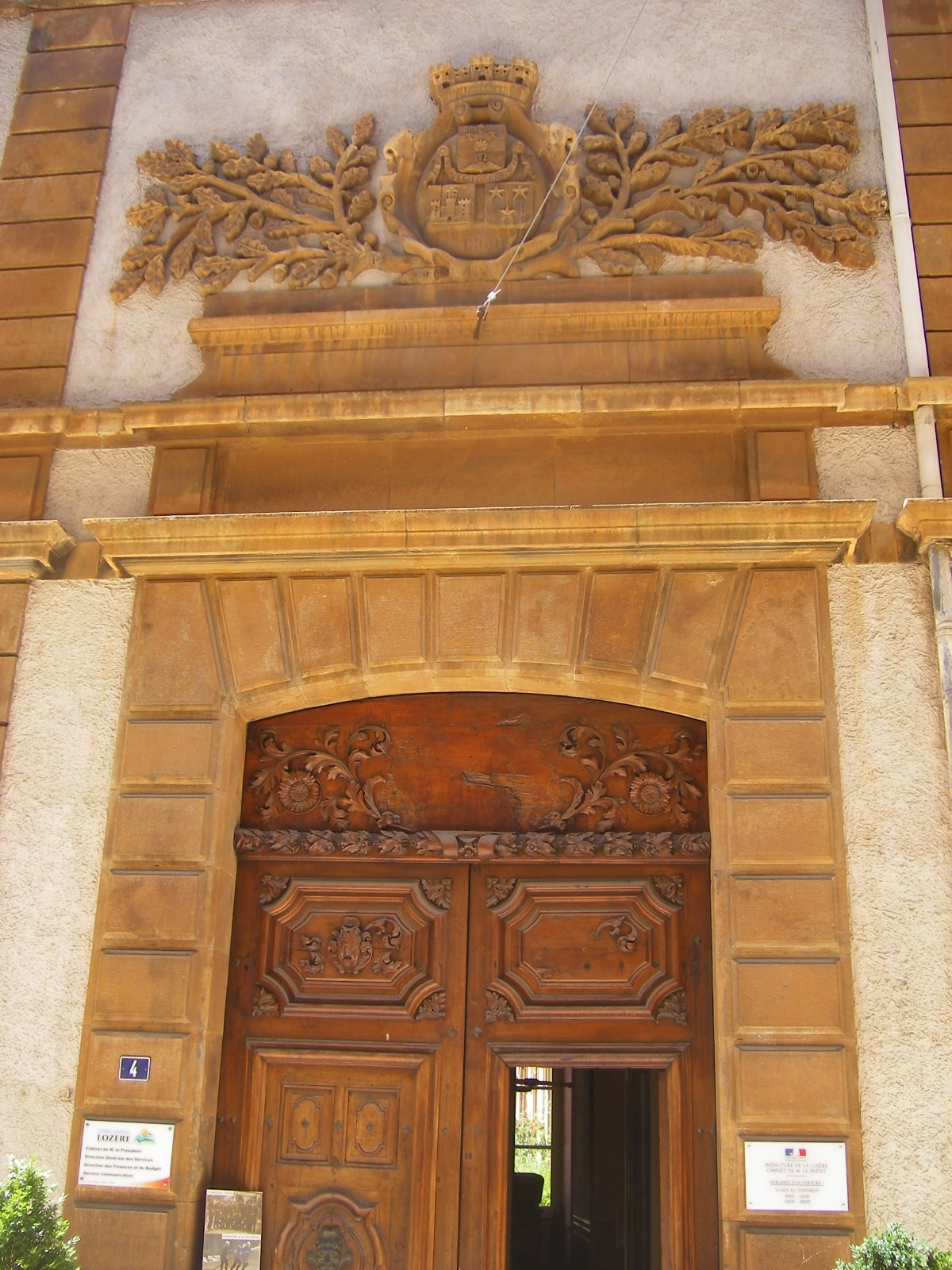
Seu del Consell General

El Consell General del Losera és l'assemblea deliberant executiva del departament francès de la Losera, a la regió d'Occitània.
La seu es troba a un antic palau episcopal situat a la rue de la Rovere de Mende i des de 2004 el president és Jean-Paul Pourquier (UMP).

## Antics presidents
- 1998 - 2004: Jean-Paul Pottier (UDF-DL, després UMP)
- 1994 - 1998: François Brager
- ? - 1994: Janine Bardou
- 1881 - ? : Théophile Roussel
- vers 1835: Louis Bertrand Pierre Brun de Villeret

## Consellers generals
El Consell General del Losera és format per 25 consellers generals corresponents als 25 cantons del Losera.
| Grup                                               | Nombre de consellers generals | President del Grup  | Estatut  |
| -------------------------------------------------- | ----------------------------- | ------------------- | -------- |
| Grup de la Majoria (UMP, NC i divers droite)       | 15                            | Jean-Paul Pourquier | Majoria  |
| Grup Lozère Gauche Radicale (PS, PRG, Modem i PCF) | 10                            |                     | Oposició |

## Vicepresidents
- Jean de Lescure (DVD) 1r vicepresident, encarregat d'infraestructures
- Jean-Noël Brugeron (UMP) 2n vicepresident, encarregat de cultura i patrimoni
- Henri Blanc (UMP) 3r vicepresident, encarregat de les intervencions econòmiques i pols turístics
- Charles Denicourt (UMP) 4t vicepresident, encarregat del medi ambient
- Hubert Libourel (DVD) 5è vicepresident, encarregat de finances i planificació
- Jean-Paul Bonhomme (UMP) 6è vicepresident, encarregat d'acció social i solidaritat
- Pierre Hugon (UMP) 7è vicepresident, encarregat d'agricultura i d'afers europeus

## Composició política

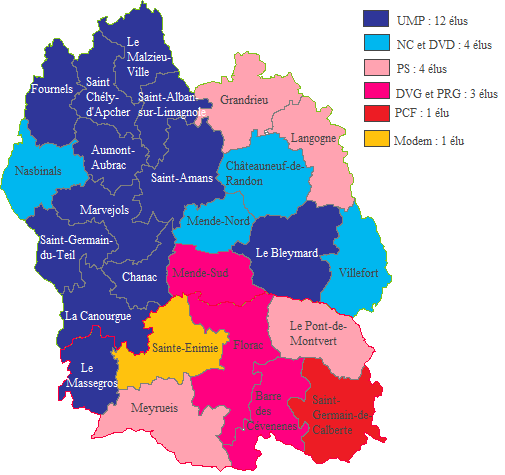
Etiquetes polítiques dels consellers generals del Losera arran de les cantonals de 2008

| Partit                        | Sigla | Electes |
| ----------------------------- | ----- | ------- |
| Oposició                      |       |         |
| Partit Comunista              | PC    | 1       |
| Partit Socialista             | PS    | 4       |
| Partit Radical d'Esquerra     | PRG   | 1       |
| Divers Gauche                 | DVG   | 2       |
| Moviment Demòcrata            | MD    | 2       |
| Majoria                       |       |         |
| Nou Centre                    | NC    | 1       |
| Unió pel Moviment Popular     | UMP   | 11      |
| Divers Droite                 | DVD   | 3       |
| President del Consell General |       |         |
| Jean-Paul Pourquier (UMP)     |       |         |